# Прапор Білогірського району (Хмельницька область)
Прапор Білогірського району — офіційний символ Білогірського району Хмельницької області України, затверджений рішенням сесії районної ради № 24-5/2011 від 11 березня 2001.

## Опис
Прапор району являє собою прямокутне полотнище співвідношенням сторін 2:1, яке складається із трьох кольорових частин, розділених по вертикалі.
Верхня (синього кольору) — займає ½ ширини полотнища прапора. В центрі її золоте коло із променями (елемент герба).
Середня (білого кольору) — займає 1/6 ширини полотнища.
Нижня (зеленого кольору) — займає 2/6 ширини полотнища.